# 中央人民政府民族事务委员会
中央人民政府民族事务委员会是根据1949年9月27日中国人民政治协商会议第一届全体会议通过的《中华人民共和国中央人民政府组织法》第十八条的规定，于1949年11月1日设置的一个部门。

## 职责权限
按照相关规定，中央人民政府民族事务委员会在政务院政治法律委员会的指导下展开工作。

## 历史
1950年春，根据毛泽东主席的建议，中央决定向全国各民族地区派遣访问团。毛泽东为各访问团题词：“中华人民共和国各民族团结起来！”中央统战部和民委又给中央写报告，请朱德、刘少奇、周恩来、宋庆龄等领导人题词。朱德的题词是：“全国各民族亲密团结起来，为建设独立、民主、和平、统一、繁荣、富强的新中国而奋斗！”刘少奇的题词是：“过去汉族的统治阶级是压迫国内各少数民族的，但是中华人民共和国必须帮助各少数民族的人民大众发展其政治、经济、文化、教育的建设事业。”周恩来的题词是：“中华人民共和国境内各民族一律平等，团结互助，反对帝国主义和人民公敌，实行少数民族的区域自治和人民自卫，尊重宗教信仰和风俗习惯，发展经济文化，使中华人民共和国成为各民族友爱合作的大家庭。”西南访问团，由刘格平担任团长，费孝通、夏康农为副团长，从政务院文教委员会、内务部、卫生部、贸易部、团中央等20多个单位进行联系，抽调了100多人。

## 组成人员
- 主任委员：李维汉
- 副主任委员：乌兰夫（蒙古族）、刘格平（回族） 、赛福鼎（维吾尔族）、汪锋（1952年11月15日至1954年9月）、刘春（1952年11月15日至1954年9月）、张执一（1952年11月15日至1954年9月）
- 委员：张冲（彝族）、吴鸿滨（回族，兰州市人民政府市长）、奎璧（蒙古族）、朱早观（苗族）、天宝（藏族）、巴迭尔汉（哈萨克族，新疆民族军阿山骑兵团团长）、阿里木江（乌孜别克族，新疆保卫和平民主同盟塔城区分会主席，相当于塔城专区副专员，1954年6月19日被免职） 、朱德海（朝鲜族）、王国兴（黎族）、田富达（高山族）、刘春、杨静仁（回族）、吕振羽、翁独健、马思义（回族，解放军陇东回民骑兵团团长）、鲜维峻（回族，陕甘宁边区三边专区副专员）、马玉槐（回族，北京市回民工作委员会主任）、王悦丰（蒙古族）、王再天（蒙古族）、特木耳巴根（蒙古族）、札喜（藏族）、郭锐（藏族）
  - 1951年9月3日增补以下21人为委员：方国瑜（摩些族）、王海民（彝族）、瓦渣木基（彝族）、周荣鑫、拉敏·益喜楚臣（藏族）、阿不都热合满木黑提（维吾尔族）、阿沛·阿旺晋美（藏族）、夏康农、袁翰青、崔采（朝鲜族）、梁华新（僮族）、陈经畬（回族）、费孝通、赵范、赵钟奇（回族）、欧百川（苗族）、欧根（民家族）、翦伯赞（维吾尔族）、萨空了（蒙古族）、蓝昌法（瑶族）、罗常培（满族）